# Pequeña Victoria
Pequeña Victoria é uma telenovela argentina criada por Érika Halvorsen e Daniel Burman para a Telefe que estreou em 16 de setembro de 2019. É estrelada por Julieta Díaz, Natalie Pérez, Inés Estévez e Mariana Genesio Peña, com atuações masculinas de Luciano Castro, Daniel Hendler, Nicolás Francella e Facundo Arana.

## Enredo
Pequeña Victoria é uma comédia dramática que conta a história de como quatro mulheres se unem para o nascimento de uma menina.
A pequena Vitória começa com o nascimento de um bebê, que vai unir os caminhos de quatro mulheres muito diferentes, mas com um denominador comum: o amor pela menina. Jazmín ( Julieta Díaz ) é uma executiva de sucesso de quase trinta anos que sub-rogou clandestinamente o ventre de Bárbara ( Natalie Pérez ) para ser mãe, sem que a gravidez prejudicasse sua crescente carreira corporativa. Bárbara, por sua vez, alugou seu útero em troca de uma remuneração que lhe permitiria ajudar sua mãe e seu irmão mais novo que vivem no sul. Ao entrar em trabalho de parto, pede carro para ir à clínica e é assim que conhece Selva ( Inés Estévez) o motorista que se envolve, a acompanha e decide não se separar do bebê. Selva é a voz da experiência, ela criou os irmãos praticamente sozinha. Uma garota transgênero também está presente na clínica Emma (Mariana Genesio); que, para surpresa de todos, será parte fundamental dessa história, sendo a doadora de esperma.
As quatro mulheres violam os protocolos da barriga de aluguel e decidem compartilhar a criação da "Pequena Vitória", que as desafia e desafia ao amor. As mulheres encontram um vínculo de cura que não é dado pela maternidade, mas pelo relacionamento que os quatro constroem, em torno da filha de todas.

## Elenco

### Principal
- Julieta Díaz como Jazmín Jorgensen
- Natalie Pérez como Bárbara Salvatierra
- Inés Estévez como Selva Antúnez
- Mariana Genesio Peña como Emma Uriburu
- Luciano Castro como Manuel Apesteguía
- Facundo Arana como Antonio Tiscornia
- Nicolás Francella como Ariel Botti
- Daniel Hendler como Ernesto Salinas
- Jorge Suárez como Mario Romero
- Alan Sabbagh como Gerardo Mancuso Puentes
- Celina Font como Lucía Tiscornia
- Darío Lopilato como Octavio Fortunati
- Ignacio Pérez Cortes como Juan Pablo Donato
- Emilia Mazer como Edith Kogan
- Osmar Núñez como Marlene Solís
- María Abadi como Valeria Mancuso
- Selva Alemán como Fabiana Sánz
- Raúl Rizzo como Alfredo Uriburu
- Paula Cancio como Dolores Brockenshire
- Fabio Di Tomasso como José
- Valeria Lois como Amparo Rey
- Franco Rizzaro como Dante Tiscornia
- Micaela Suárez como Faustina Tiscornia
- Edgardo Moreira como Patricio Santos
- Romina Escobar como Pía
- Ana Castel como Susy
- Sofía Diéguez como Violeta
- Payuca como Glenda
- Julia Amore como Mara

### Recorrente
- Alberto Martín como Daniel
- Micaela Vázquez como Gala
- Coraje Abalos como Gustavo
- Alexia Moyano como Petra
- Valentín Salaverry como Boris Botti
- Agustín Sierra como Luca
- Ricardo Díaz Mourelle como el papa de Jazmín
- Nora Blum

### Participações especiais
- Gloria Carrá como Anette Aguilar
- Fabio Di Tomaso como José

## Prêmios e indicações
| Lista de prêmios e indicações | Lista de prêmios e indicações | Lista de prêmios e indicações | Lista de prêmios e indicações   | Lista de prêmios e indicações | Lista de prêmios e indicações | Lista de prêmios e indicações |
| Ano                           | Prêmio                        | Categoria                     | Indicado/a (s)                  | Resultado                     | Ref(s)                        |                               |
| ----------------------------- | ----------------------------- | ----------------------------- | ------------------------------- | ----------------------------- | ----------------------------- | ----------------------------- |
| 2020                          | Prêmios Emmy Internacional    | Melhor Telenovela             | Pequeña Victoria                | Indicado                      | [ 3 ]                         |                               |
| 2020                          | Rose d'Or                     | Melhor Telenovela             | Erika Halvorsen e Daniel Burman | Indicado                      | [ 4 ]                         |                               |